# Агилар, Элиас
Элиас Фернандо Агилар Варгас (исп. Elías Fernando Aguilar Vargas; род. 7 ноября 1991[…], Барва, Эредия) — коста-риканский футболист, полузащитник клуба «Чеджу Юнайтед», на правах аренды выступающий за «Инчхон Юнайтед» и сборной Коста-Рики.

## Клубная карьера
Агилар — воспитанник клуба «Эредиано» из своего родного города. 1 сентября 2011 года в матче против «Белена» он дебютировал за команду в Примере. 28 октября в поединке против «Уругвая» Элиас забил свой первый гол за «Эредиано». В розыгрыше Лиги чемпионов КОНКАКАФ он забил два гола в матчах против американских «Реал Солт-Лейк» и «Лос-Анджелес Гэлакси». В 2013 году Агилар стал чемпионом Коста-Рики.
Летом того же года Элиас перешёл в мексиканский «Сакатепек». 19 октября в матче против «Дельфинес» он дебютировал в Лиге Ассенсо. 1 февраля 2014 года в поединке против «Эстудиантес Текос» Агилар забил свой первый гол за «Сакапетек».
По окончании сезона Элиас вернулся в «Эредиано». 22 августа в матче Лиги чемпионов КОНКАКАФ против сальвадорского «Исидро Метапан» он забил гол. В 2015, 2016 и 2017 годах Агилар трижды помог клубу выиграть чемпионат.
В феврале 2018 года Агилар отправился в аренду в клуб чемпионата Южной Кореи «Инчхон Юнайтед» на десять месяцев.
В январе 2019 года Агилар перешёл в «Чеджу Юнайтед».

## Международная карьера
В апреле 2015 года в товарищеском матче против сборной Панамы Агилар дебютировал за сборную Коста-Рики. В том же году Элиас принял участие в Золотом кубке КОНКАКАФ. На турнире он сыграл в поединках против команд Ямайки, Сальвадора и Мексики.
В 2019 году Агилар во второй раз был включён в состав национальной сборной на Золотой кубок КОНКАКАФ. На турнире он забил два гола — в первом матче группового раунда против сборной Никарагуа (4:0) и во втором матче против сборной Бермуд (2:1).

## Достижения
Командные
«Эредиано»
- Чемпион Коста-Рики (4): верано 2013, верано 2015, верано 2016, верано 2017

Личные
- Член символической сборной Кей-лиги 1: 2018